# Селище Радистів
Селище Радистів — житловий мікрорайон у Деснянському районі Києва. Розташований на північ від селища Биківня, у деяких джерелах фігурує як складова частина селища.

## Історія
Селище створене у 1950-х роках, коли у Биківні, біля Києва збудували «Радіостанцію № 1 Міністерства зв'язку УРСР», яка мала глушити ворожу пропаганду, та військову частину для її охорони. Радіостанція, що почала діяти з 1955 року, мала власну поштову адресу — п/с 200. Для робітників радіостанції та військових звели низку індивідуальних садиб та малоповерхових будинків, деякі з яких в архітектурному плані подібні до будинків Аварійного селища. У селищі Радистів діяли лазня, будинок культури, школа та дитячий садок. У 1998 році радіостанцію закрили, станом на 2017 рік вона, як і військова частина, практично зруйнована.
У 2010-х роках почалися спроби планування багатоповерхового будівництва у селищі Радистів і Биківні, за рахунок вирубки навколишніх лісів. Втім, у 2016 році був розроблений детальний план території селища Биківня, згідно з яким поверховість забудови понизили до 3-4 поверхів. Винятком став лише житловий комплекс «Лісова казка», будівництво якого почалося на початку 2010-х.

## Забудова та інфраструктура
Житлова забудова розташована в одну, подекуди в дві лінії вздовж головної вулиці селища — Радистів. Значну частину площі селища займає промислова зона.
Від первісної інфраструктури селища лишився лише дитячий садок № 175.
Єдиним маршрутом громадського транспорту в селищі Радистів є автобусний маршрут № 11, який пов'язує селище із Лісовим масивом (кінцева зупинка — станція метро Лісова)
.

## Релігійні заклади
На початку вулиці Радистів розташована церква святого мученика Іоанна Воїна (УПЦ МП). Наприкінці тієї ж вулиці знаходиться молитовний будинок Міжнародного центру Євангелія.